# Bang Bang (My Baby Shot Me Down)
Pour les articles homonymes, voir Bang Bang.
Singles de Cher
Where Do You Go
(1965) Alfie
(1966)
Pistes de The Sonny Side of Cher
A Young Girl (Une enfante)
Bang Bang (My Baby Shot Me Down) est une chanson de Cher sortie en 45 tours en tant que deuxième single de son deuxième album studio The Sonny Side of Cher et écrite par son mari Sonny Bono en 1966. La chanson s'est placée dans le top 3 des charts aux États-Unis et au Royaume-Uni. Cher sort le single dans une nouvelle version en 1988.
En 1966, une version est chantée par Nancy Sinatra et de nombreux artistes ont par la suite repris cette chanson comme Frank Sinatra en 1981. Son apparition dans Kill Bill (volume 1) en 2003 l'a relancée.

## Historique et sortie
Bang Bang (My Baby Shot Me Down) est une chanson écrite par Sonny Bono en 1966.
Le single a eu du succès, se classant en tête de plusieurs hit-parades internationaux. Aux États-Unis, c'est le plus grand succès de Cher des années 1960 puisqu'il a culminé à la 2e place du Billboard Hot 100. Le single s'est vendu à plus de trois millions d'exemplaires aux États-Unis. C'est le premier single de Cher à atteindre le top 3 des charts au Royaume-Uni, se plaçant à la 3e position et le seul jusqu'à The Shoop-Shoop Song vingt-deux ans plus tard.
En 1988, Cher a sorti cette chanson en tant que deuxième single de son dix-neuvième album studio Cher, mais celui-ci ne s'est pas classé. Cette version de 1987 a été interprétée lors des tournées de son album Heart of Stone et lors du Farewell Tour.

## Charts

### Charts de 1966
| Chart (1966)           | Meilleure position |
| ---------------------- | ------------------ |
| Charts autrichiens     | 6                  |
| Charts belges          | 9                  |
| Charts canadiens       | 9                  |
| Charts hollandais      | 16                 |
| Charts allemands       | 17                 |
| Charts irlandais       | 3                  |
| Charts italiens        | 6                  |
| Charts néo-zélandais   | 2                  |
| Charts polonais        | 15                 |
| Charts suédois         | 9                  |
| Charts anglais         | 3                  |
| U.S. Billboard Hot 100 | 2                  |

### Charts de fin d'année
| Pays (1966) | Position |
| ----------- | -------- |
| Allemagne   | 114      |

## Reprises

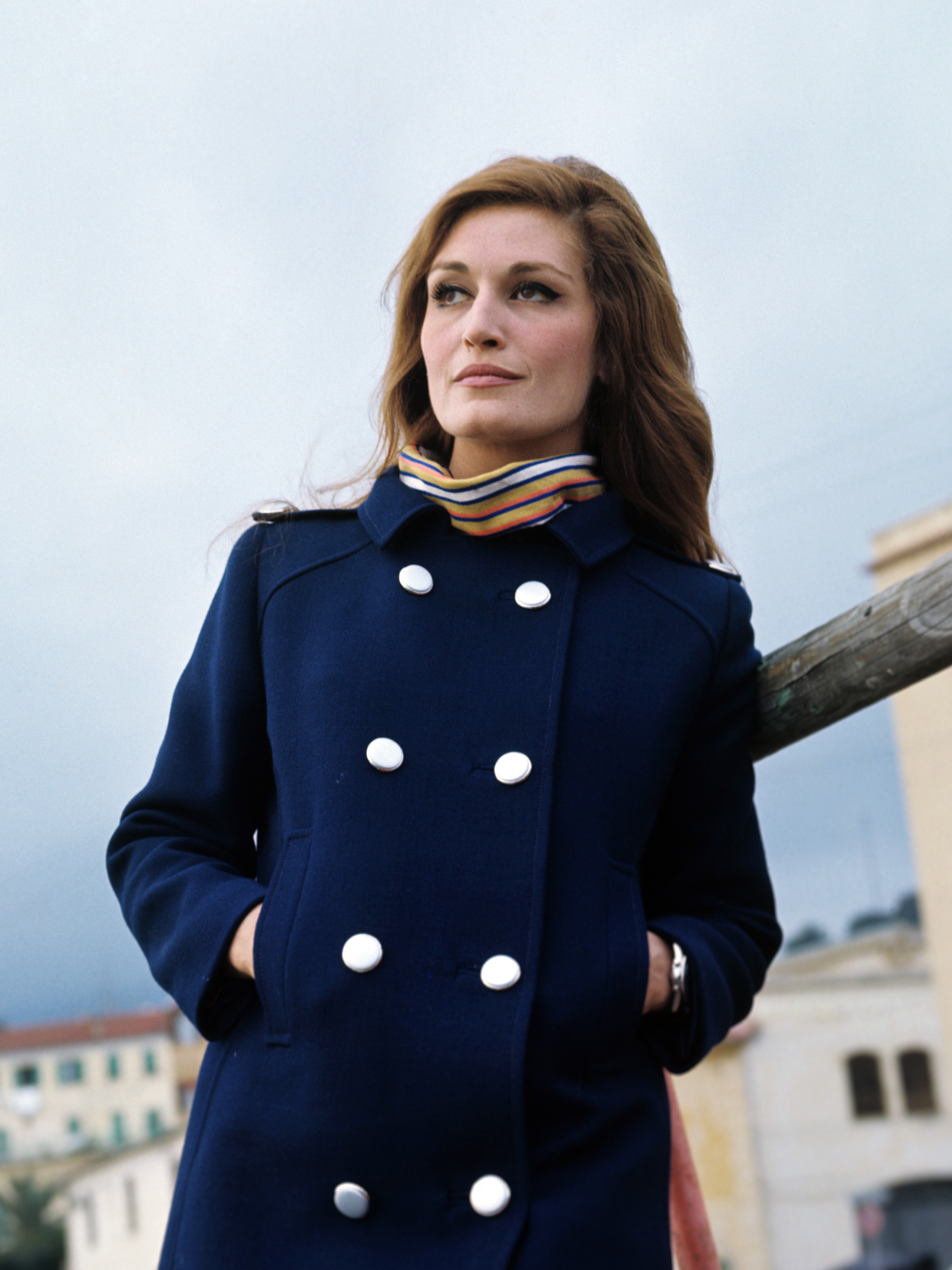
Dalida en 1967.

### Version par Dalida (en italien)
Dalida enregistre la version italienne du single au début de l'année 1966 et sort en fin d'année. Elle paraît en Italie sur l'album nommé Piccolo ragazzo sorti la même année. En Argentine, elle paraît sur l'album nommé Sola piu che mai la en début d'année 1967. Elle et son producteur, en 1966, refusent d'adapter la chanson en français pour ne pas créer une concurrence entre Dalida et Sheila, une autre chanteuse française populaire dans les années 1960 qui a déjà enregistré la version française du single.
La version de Dalida connaît un grand succès en Europe et en Amérique Latine en 1966 et parvient à se classer à la 2e position des ventes en Italie et à la 4e position en Argentine,.

### Version par Sheila (en français)
En français, la version, dont les paroles ont été écrites par Claude Carrère et Georges Aber, a été chantée par Sheila et est devenue un tube durant l'été 1966. Cette version française a donné lieu à plusieurs reprises.
La version de Bang Bang donc chantée en français par Sheila connait elle aussi un immense succès dans les pays francophones. Sheila l'interprète d'ailleurs toujours sur scène pendant ses concerts jusqu'en 2023.
En 2019, sort un disque de Sheila en vinyle picture et en édition limitée, regroupant toutes les différentes versions de sa chanson chantée en version française sous la référence Warner Music 190295499228.

### Version de Nancy Sinatra
En 1966, Nancy Sinatra sort sa version de la chanson sur l'album How Does That Grab You?. Elle comporte des effets de guitare trémolo, joués par Billy Strange, avec un chant mélancolique. Cette version est restée moins connue que celle de Cher jusqu'à ce que son utilisation dans Kill Bill (volume 1) lui offre une nouvelle notoriété.
La version de Nancy Sinatra est samplée par Audio Bullys en 2005 dans leur single Shot You Down qui s'est classé dans le top 10 en Angleterre. Le rappeur canadien Kardinal Offishall a également samplé cette version pour son single Bang Bang, qui est apparu sur la mixtape Kill Bloodclott Bill en 2004. De même pour le rappeur Young Buck pour sa chanson Bang Bang sortie sur l'album Straight Outta Cashville et le rappeur Lil Wayne sur sa mixtape Dedication II sur une chanson du même nom.

### Autres reprises
Bang Bang (My Baby Shot Me Down) a été chantée et adaptée par de nombreux artistes par la suite, dont Stevie Wonder en 1966 sur l’album Down to Earth, The Beau Brummels sur Beau Brummels ’66, Petula Clark la même année sur I Couldn't Live Without Your Love, Vanilla Fudge en 1967 sur Vanilla Fudge, Terry Reid pour son album de 1968 Bang Bang You're Terry Reid, Frank Sinatra en 1981 sur She Shot Me Down, Paul Weller sur sa compilation de 2003 Fly On The Wall - B Sides And Rarities et Isobel Campbell sur son EP de 2004 Time Is Just the Same.
L'artiste allemand Rainald Grebe a utilisé le refrain pour la chanson tragicomique Bengt Bangt dans son programme Lagerfeuer des Grauens. L'artiste bulgare Lili Ivanova a chanté une version en bulgare, nommée Benk-benk sur son album sorti en Russie en 1968 appelé More molodosti. La chanteuse japonaise pop/rock Minako Honda a enregistré une version japonaise pour son album de 1989 WILD CATS, une version vietnamienne a été interprétée par Mỹ Tâm sous le titre Khi xưa ta bé (Bang Bang), ainsi qu'une version cambodgienne par Pen Ran nommée Snaeha.
Cette chanson était également populaire en Italie dans les années 1960 et a été reprise par Mina, Dalida et le groupe Equipe 84.
En français, la version, dont les paroles ont été écrites par Claude Carrère et Georges Aber, a été chantée par Sheila et est devenue un tube durant l'été 1966. Cette version française a donné lieu à plusieurs reprises. Jacno et Mareva Galanter en 2006. La chanteuse electropop Arolde diffuse son interprétation sur son site[réf. nécessaire].Ycare a interprété la version américaine en chantant les dernières paroles de la version française lors de son passage à Nouvelle Star en 2008. Carla Bruni-Sarkozy interprète également une version pour la publicité de la Lancia Musa diffusée en Europe en janvier 2008. Au Québec, Claire Lepage interprète une version de Gilles Brown en 1966. Au Québec aussi, Stéphanie Lapointe chante la version française sur son album de 2009 Donne-moi quelque chose qui ne finit pas. Kayliah reprend la chanson en modifiant les paroles en 2005 sur  son album On a tous besoin de croire.
 (janvier 2016).
Plusieurs autres reprises ont été enregistrées dont :
- Le chanteur yougoslave Djordje Marjanovic l'a interprété en serbe à la fin des années 1960.
- Le guitariste Hongrois Gabor Szabor sur l'album Spellbinder  en 1966.
- Le groupe Black Attack et le tube 'Bang Bang (2 shots in the head)'. Cette chanson est extraite de l'album 'On the Edge' en 1997
- The Bonzo Dog Band en 1968 en tant que piste cachée sur la seconde sortie de l'album The Doughnut in Granny's Greenhouse de 2007.
- En 2001 la chanteuse italienne Ivana Spagna a repris la version italienne sur l'album La nostra canzone.
- John Balance de Coil a chanté Bang Bang pendant les concerts live du groupe en 2002-2004, leur version de la chanson se trouve sur les albums live Live Four et Selvaggina, Go Back Into The Woods.
- Un remix de la chanson de Audio Bullys a été joué pendant l'émission de mode de 2005 de Victoria's Secret.
- Une artiste canadienne Mélanie Durrant a sorti une reprise de la chanson en 2005.
- The Raconteurs a régulièrement interprété la chanson pendant ses concerts de 2006 et Austin City Limits en 2009.
- En novembre 2006, le producteur de musique et mixeur grec Antonis Karalis a sorti sa version.
- En 2007, Murder by Death inclut une reprise sur la face B du single Sometimes The Line Walks You.
- En 2007, Niia joue la chanson en live plusieurs fois pendant sa tournée avec le groupe de Wyclef Jean et sa version était disponible sur PerezHilton.com.
- En 2007, Bertrand Betsch reprend la version française dans l'album La chaleur humaine[16].
- En 2007, Parabellum reprend la chanson sur l'album Si Vis Pacem.
- En 2008, le groupe de metal gothique Domina Noctis a repris cette chanson sur leur deuxième album Second Rose[17].
- L'artiste pop Lady Gaga a utilisé la version de Nancy Sinatra pour ses clips vidéos lors des interludes pendant The Fame Ball Tour (juxtaposée à Beautiful, Dirty, Rich) en 2009.
- En octobre 2009, Mohsen Namjoo a repris certaines parties de Bang Bang (My Baby Shot Me Down) la chantant dans une tonalité iranienne traditionnelle à la fin de la chanson Hammash.
- Le groupe de rock américain Bon Jovi joue régulièrement le premier couplet lors des lives en tant qu'intro de leur chanson Shot Through The Heart.
- La chanteuse française Eva Lopez a repris cette chanson pour une tournée aux États-Unis.
- En 2010, la chanteuse polonaise Ania Dąbrowska a repris la chanson sur son album Ania Movie.
- En 2010, la chanteuse classique galloise Charlotte Church a repris la chanson pour son album Back to Scratch.
- En 2011, le groupe australien The Veronicas reprennent la chanson lors de deux concerts à Los Angeles.
- En 2012, le groupe Monophonics venant de San Francisco reprennent cette chanson pour leur album In Your Brain.
- En 2013, Will.i.am fait un sample de la chanson pour la bande originale du film Gatsby le Magnifique avec Leonardo DiCaprio. Il reprend en effet le titre (Bang bang) et la phrase principale (My baby shot me down).
- En 2013, le groupe Nico Vega reprend la chanson pour la mini-série télévisée Bonnie and Clyde: Dead and Alive diffusé sur le canal A&E.
- En 2014, David Guetta reprend la chanson avec Skylar Grey dans son titre Shot Me Down.
- En 2014, Lady Gaga et Tony Bennett reprennent la chanson, la version est disponible en tant que piste bonus de l'album Cheek to Cheek.
- En 2014, l'allemand(e) Anna-Varney Cantodea (Sopor Aeternus & the Ensemble of Shadows) reprend le titre sur son album Mitternacht.
- En 2015, le groupe de rock-alternatif islandais Kaleo la reprend dans quelques émissions radios et télévisées.
- En 2017, la chanteuse britannique Dua Lipa reprend le titre pour une campagne de la marque italienne Patrizia Pepe.
- En 2018, l'actrice et chanteuse Lou Gala reprend le titre avec le guitariste français Philippe Almosnino
- En 2021, Eddy de Pretto la reprend dans la version française de Claude Carrère et Georges Aber[18].

### Utilisation dans les médias
Sauf indication contraire, les informations mentionnées dans cette section peuvent être confirmées par le générique de fin de l'œuvre audiovisuelle présentée ici, ainsi que par la base de données cinématographiques IMDb,  présente dans la section « Liens externes ».
Bang Bang (My Baby Shot Me Down) a été utilisée dans plusieurs films et séries télévisées :

#### Version de Nancy Sinatra
- Dans le film Kill Bill : Volume 1, sorti en 2003, dont la version est présente sur la bande originale du film[14].
- Dans le film Kill Dill, une parodie du film Kill Bill, sorti en 2005[14].
- Dans le film The Duel sorti en 2016[réf. nécessaire].
- Cette version était le thème de la diffusion par BBC lors du Tournoi de Wimbledon en 2005.

#### Autres versions
- Dans le court-métrage Une robe d'été de François Ozon en 1996, la version de Sheila est utilisée.
- Dans le film de 2008 Maman est chez le coiffeur, la chanson est interprétée deux fois en français : la version de Claire Lepage de 1966 puis d'Élie Dupuis, l'un des acteurs du film âgé de douze ans, dont la version est présente sur la bande originale du film.
- La version originale de Bang Bang est utilisée dans la série télévisée allemande Family Mix (Türkish für Anfanger).
- En 2010, la version italienne de Dalida est utilisée dans le film de Xavier Dolan, Les Amours imaginaires. Elle est aussi présente dans le film biographique Dalida sorti en 2017.
- En 2014, la version de Sheila est utilisée dans la bande-annonce ainsi qu'au cours du long-métrage La French de Cédric Jimenez.
- En 2017, une version française plus lente est le générique de la série Le Tueur du lac.
- En 2017, la version de Pen Ran est joué dans la série Mr Robot de Sam Esmail, saison 3, épisode 10 « arr3t_du_syst3m.r »
- En 2019, c'est la version lentement rock de Parabellum qui illustre le film Rebelles.

## Source
- (en) Cet article est partiellement ou en totalité issu de l’article de Wikipédia en anglais intitulé « Bang Bang (My Baby Shot Me Down) » (voir la liste des auteurs).